# Ортутаи, Дьюла
Дьюла Ортутаи (венг. Ortutay Gyula; 24 марта 1910 — 22 марта 1978) — венгерский этнограф и политик, занимавший пост министра религии и образования с 1947 по 1950 год.

## Биография

### Ранний период жизни
Дьюла родился в Суботице в католической семье. Его родителями были журналист Иштван Ортутаи, редактор газеты Szegedi Napló, и Илона Боршоди. Окончил среднюю школу пиаристов в Сегеде.
С 1928 года обучался в Университете имени Франца-Иосифа, специализируясь на венгерско-латинском и греческом языках, а также посещал курсы филологии и психологии, где его наставником был психолог Хильдебранд Дежё Варкони. Вскоре у него появились единомышленники из левой молодёжи, такие как Миклош Радноти, Габор Толнаи, Дежё Бароти, Ференц Эрдей, Дьёрдь Будай и Виола Томори.
Он закончил университет в 1934 году, написав две дипломные работы — по народной психологии («Основные черты венгерской души в нашей народной культуре») и истории литературы («Иштван Тёмёркень»). Сразу после окончания университета была опубликована книга «Любовная жизнь венгерских крестьян». С 1930-х годов был ведущей фигурой так называемой будапештской школы этнографии индивидуальности в «текстовой фольклористике».
В 1938 году он связал свою судьбу с Жужей Кемени, которая с 1948 года занимала пост председателя Венгерской танцевальной ассоциации. В браке у них родилось трое детей: Мария, Тамаш и Жужанна.

### Политическая карьера
В конце 1930-х годов он установил контакты с представителями коммунистической интеллигенции, такими как Ласло Орбан и Дьюла Каллаи. Однако наибольшее влияние на него оказал Эндре Байчи-Жилински. С февраля 1942 года он активно участвовал в антифашистском движении и работе Венгерского исторического мемориального комитета, который был запрещен через несколько месяцев. В 1943 году он вступил в Независимую партию мелких хозяев. В 1944 году по просьбе Байчи-Жилинского подготовил культурно-просветительскую программу партии.
После немецкой оккупации Венгрии в марте 1944 года он уволился с работы на Венгерском радио и устроился в книжный магазин. После переворота «Скрещённых стрел» под руководством Ференца Салаши он активно участвовал в формировании антифашистского батальона «Гёргей», скрываясь в подвале Венгерского национального музея.
После 1945 года, будучи членом «группы О» (Ортутаи-Олтваньи) — крыла партии мелких землевладельцев, выступавшего за безусловное сотрудничество с Венгерской коммунистической партией и 7 марта 1946 года после совместного заявления Ортутаи и Иштвана Доби присоединившегося к Левому блоку, — он смог занять несколько ведущих должностей в сфере культурной политики. С 1945 по 1947 год он был президентом Венгерского центрального информационного агентства, объединявшего Венгерское радио и Венгерский телеграф.
С марта 1947 по 25 февраля 1950 года — министр религии и народного образования в правительствах Ференца Надя, Диньеша и Доби. Под его началом были национализированы церковные школы, реорганизована Венгерская академия наук, проведена комплексная реформа учебников, учреждена премия Кошута, а Институт фольклора — распущен (за эту меру он позже получал упреки от своих коллег-этнографов).
С 1949 года на протяжении многих лет участвовал в руководстве Народного патриотического фронта (первоначально Народного фронта независимости Венгрии), в котором занимал должность генерального секретаря Национального совета с 1957 по 1964 год и заместителя председателя с 1964 по 1978 год. Кроме того, он был членом Президентского совета с 1958 года и до своей смерти и председателем парламентского комитета по культуре с 1970 по 1978 год. Однако после 1950 года его фактическое политическое участие ограничивалось исключительно вопросами культурной политики. В 1950—1952 годах он возглавлял Национальный музейный центр, курируя организацию музеев и охрану памятников.

### Научная деятельность
С 1945 года он был членом-корреспондентом, а с 1958 года — действительным членом Венгерской академии наук. Один из руководителей Общества распространения научных знаний. В 1946—1956 и 1958—1978 годах он занимал пост председателя Венгерского этнографического общества, а в 1967—1978 годах был руководителем этнографической исследовательской группы Венгерской академии наук. Во многом благодаря его научно-организаторской деятельности была создана институциональная основа для этнографических исследований, включая рождение серии этнографических журналов (Acta Ethnographica, Népi Kultúra — Népi Társadalom) и публикацию пятитомного «Венгерского этнографического лексикона». В 1950—1954 годах он также редактировал журнал «Советская этнография» (Szovjet Néprajztudomány), в котором публиковались переводы советской фольклористики. С 1957 по 1963 год он был ректором Университета имени Лоранда Этвеша.